# Ерос Рамаццотті
Ерос Лучано Вальтер Рамаццотті (італ. Eros Luciano Walter Ramazzotti, більш відомий як Ерос Рамаццотті (італ. Eros Ramazzotti, 28 жовтня 1963, Рим) — один з найпопулярніших італійських співаків.

## Біографія
Народився в Чінечітті, передмісті Риму. В ранньому віці, завдяки своєму батькові, піаністу-любителю, почав писати пісні. Спочатку хотів відвідувати музичну консерваторію, але через проблеми з фінансами про це довелося забути, і Ерос вступив на бухгалтерські курси.
Згодом прагнення до музики перемогло, і 1981 року він взяв участь у музичному конкурсі в італійському містечку Кастрокаро. Ерос дійшов до фіналу, і незабаром його помітили музичні продюсери. Компанія DDD підписала з ним контракт на випуск першого синглу «Ad Un Amico». 1984 року з піснею «Terra Promessa» він виграв конкурс молодих виконавців на музичному фестивалі Санремо.
1985 — посів шосте місце вже в конкурсі відомих співаків на цьому фестивалі, з піснею «Una Storia Importante» з його дебютного альбому «Cuori Agitati». Незабаром пісня стала хітом у багатьох європейських країнах. Так, наприклад, у Франції вона була розпродана багатомільйонним тиражем. Нарешті в 1986 Рамаццотті виграв головний конкурс Сан-Ремо з піснею «А тепер ти» («Adesso tu»), а в березні того самого року відвідав СРСР як учасник концерту «Квіти і пісні Сан-Ремо в Москві».
Популярність Ероса продовжувала рости, і 1987 року, після виходу його третього альбому «In Certi Momenti», відбулося його дев'ятимісячне гастрольне турне. Воно ознаменувалося швидким виходом його нових альбомів не тільки італійською, але й іспанською мовою. Наприкінці 1980-х у кар'єрі Ероса настало затишшя. У цей час співак писав нові пісні і готував матеріал для нового альбому, який вийшов 1990 року і називався «In Ogni Senso». З цим альбомом він з успіхом дебютував у США.
1993 року виходить його один з найуспішніших альбомів «Tutte Storie», який одразу потрапив на вершину європейських чартів. 1995 року Ерос бере участь у серії концертів з Родом Стюартом, Елтоном Джоном і Джо Кокером, після чого до нього приходить світове визнання. У цей самий час він підписує контракт на випуск п'яти альбомів з однією з найвпливовіших компаній — BMG. Після виходу його восьмого альбому «Dove c'e musica», де він виступив як автор, композитор і продюсер, Ерос номінований у категорії «Найкращий виконавець року», але поступився місцем Джорджу Майклу.
Ерос підтвердив своє світове визнання, заспівавши 1997 року в дуеті з Тіною Тернер («Cose della vita»), а 2000 року — з Шер «Più che puoi». Також він заспівав у дуеті з Рікардо Архона пісню «A ti», 2006 року — з Анастейшею «I Belong to You (Il ritmo della passione)», а також з Рікі Мартіном «Non siamo soli».
4 листопада 2005 року брав участь у скандально відомому телешоу італійського співака Адріано Челентано «Рок-політика».
2009 — виконавець випускає студійний альбом — «Ali e radici».

## Дискографія
| Рік  | Альбом           | Позиція в чартах | Позиція в чартах | Позиція в чартах | Позиція в чартах | Позиція в чартах | Позиція в чартах | Позиція в чартах | Позиція в чартах | Позиція в чартах | Позиція в чартах | Позиція в чартах | Позиція в чартах |
| Рік  | Альбом           | Італія           | Німеччина        | Швейцарія        | Австрія          | Нідерланди       | Франція          | Фінляндія        | Швеція           | Бельгія          | Норвегія         | Іспанія          | Данія            |
| ---- | ---------------- | ---------------- | ---------------- | ---------------- | ---------------- | ---------------- | ---------------- | ---------------- | ---------------- | ---------------- | ---------------- | ---------------- | ---------------- |
| 1985 | Cuori agitati    | 10               | -                | 5                | -                | -                | -                | -                | -                | -                | -                | -                | -                |
| 1986 | Nuovi eroi       | 1                | -                | 1                | 1                | -                | -                | -                | 29               | -                | -                | -                | -                |
| 1987 | In certi momenti | 1                | -                | 3                | 5                | 21               | -                | -                | -                | -                | -                | -                | -                |
| 1988 | Musica è         | 2                | -                | 2                | 10               | 7                | -                | -                | -                | -                | -                | -                | -                |
| 1990 | In ogni senso    | 1                | -                | 1                | 5                | 2                | -                | -                | 34               | -                | 10               | -                | -                |
| 1991 | Eros in Concert  | 4                | -                | 21               | -                | 23               | -                | -                | -                | -                | -                | -                | -                |
| 1993 | Tutte storie     | 1                | -                | 1                | 1                | 3                | -                | -                | 4                | -                | 5                | -                | -                |
| 1996 | Dove c'è musica  | 1                | -                | 1                | 1                | 5                | 10               | 6                | 1                | -                | 8                | -                | -                |
| 1997 | Eros             | 1                | 1                | 1                | 1                | 1                | 3                | 4                | 5                | -                | 1                | -                | -                |
| 1998 | Eros live        | 15               | -                | 6                | 12               | 44               | 7                | -                | 46               | -                | 38               | -                | -                |
| 2000 | Stilelibero      | 1                | -                | 1                | 3                | 9                | 3                | 9                | 15               | -                | 17               | -                |                  |
| 2003 | 9                | 1                | 2                | 1                | 2                | 5                | 5                | 9                | 14               | 3                | 6                | -                | -                |
| 2005 | Calma apparente  | 1                | 4                | 1                | 2                | 4                | 5                | 15               | 20               | 12               | -                | -                | -                |
| 2007 | e²               | 1                | 2                | 1                | 3                | 5                | 6                |                  |                  | 11               | 2                | -                | -                |
| 2009 | Ali e Radici     | 1                | 4                | 1                | 2                | 2                | 5                | 16               | 2                | 2                | -                | 2                | 7                |

## Особисте життя
З 1998 по 2002 роки Рамаццотті був одружений зі швейцарською моделлю та акторкою Мішель Гунцікер. Від шлюбу має дочку Аврору (нар. 5 грудня 1996 р.).
6 червня 2014 році співак одружився з італійською моделлю та акторкою Марікою Пеллегрінеллі. Від цього шлюбу у Рамаццотті є двоє дітей: дочка Раффаела (нар. 3 серпня 2011 року) та син Габріо Тулліо (нар. 14 березня 2015 року). Пара розлучилася у 2019 році.
13 квітня 2006 року Рамаццотті опублікував 320-сторінкову автобіографію, співавтором якої є Лука Бьянкіні.
Є вболівальником італійського футбольного клубу Ювентус.